# Solar Fake

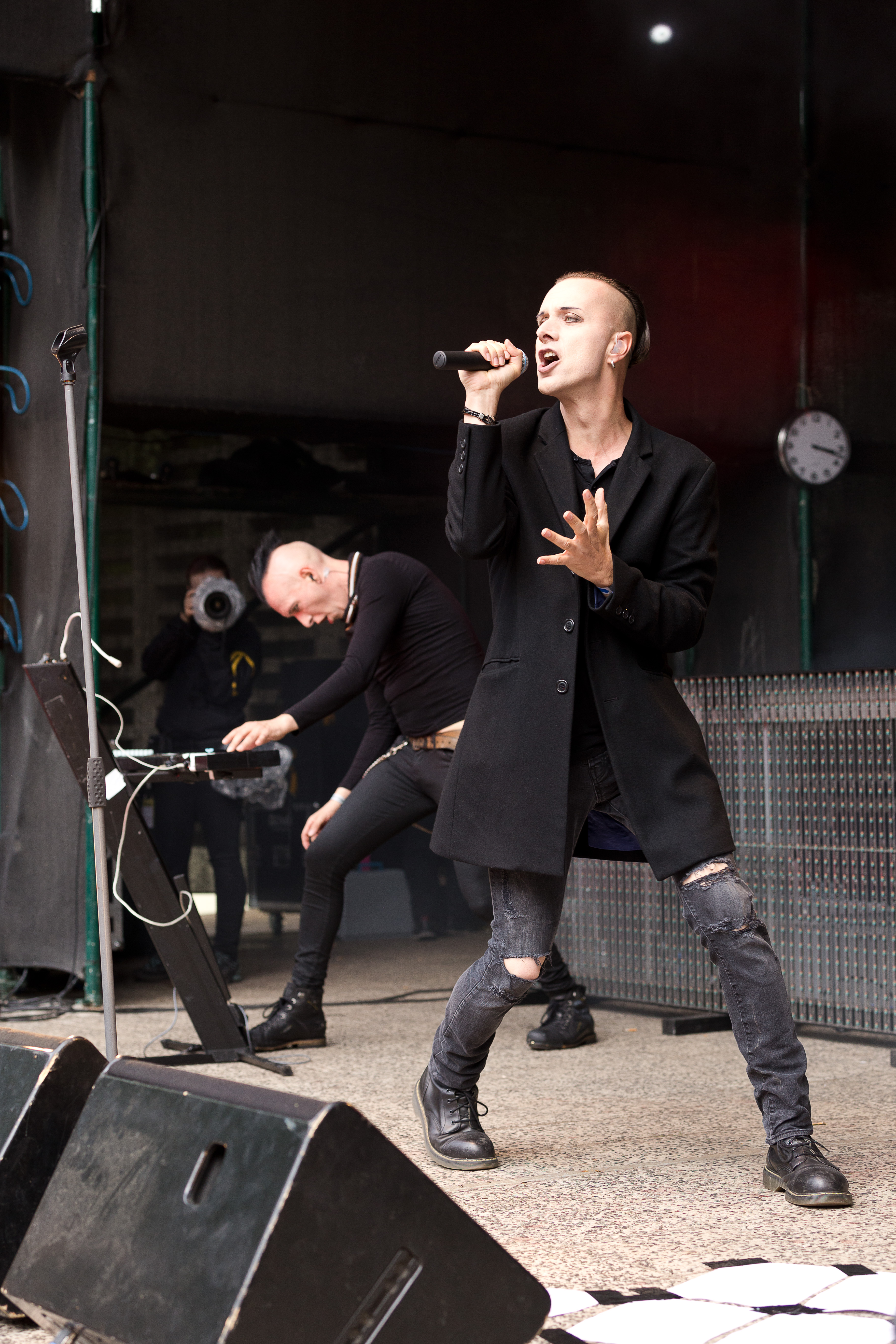
Solar Fake auf der Nocturnal Culture Night 2015.

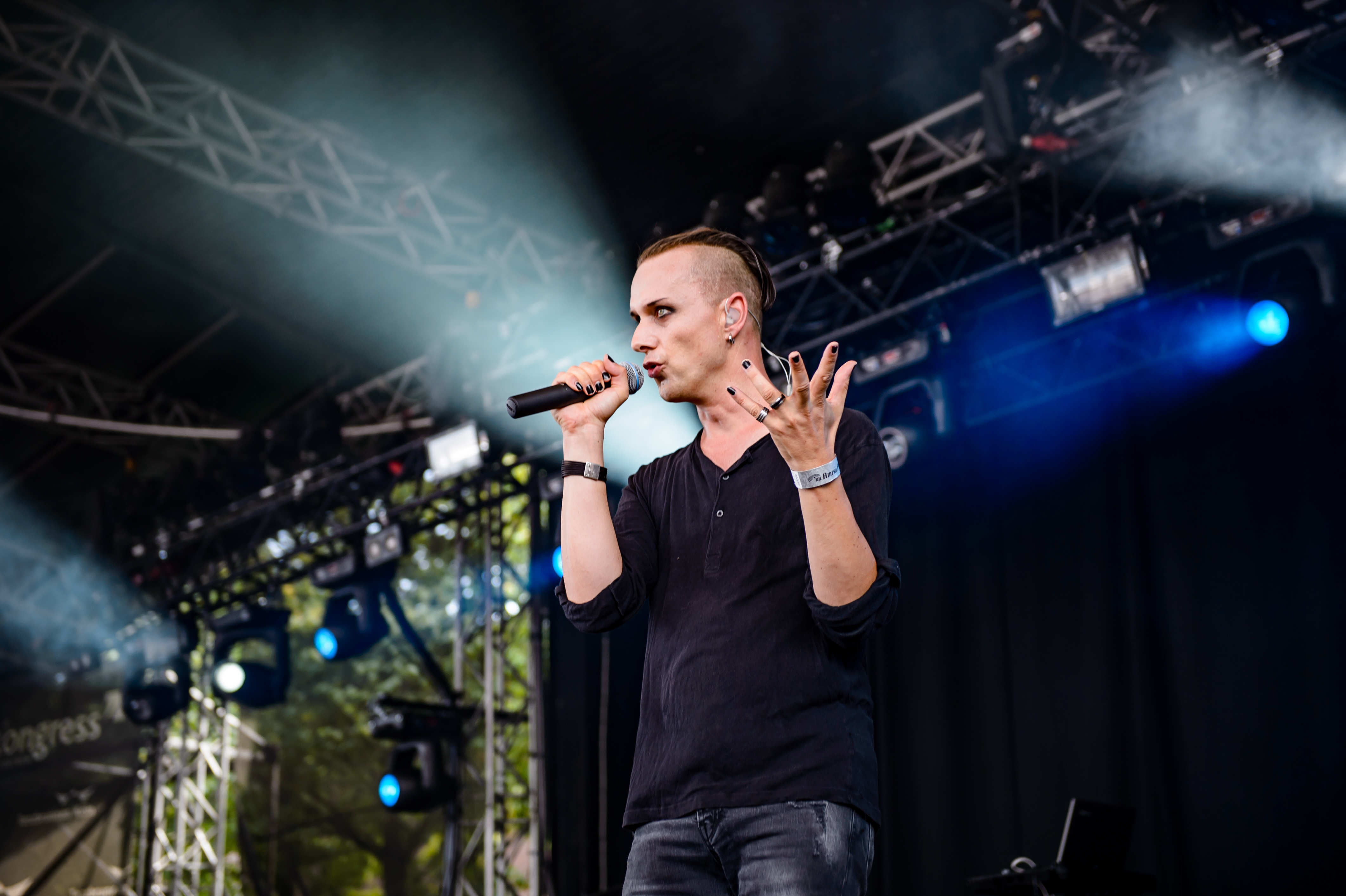
Solar Fake beim Amphi Festival 2016

Solar Fake ist ein Synthpop-Projekt von Sven Friedrich (auch Zeraphine, Ex-Dreadful Shadows).

## Werdegang
2007 gegründet, erschien das Debütalbum Broken Grid im Jahr 2008 über SPV. In den folgenden Jahren folgten Tourneen mit VNV Nation, Project Pitchfork, Peter Heppner, Covenant und Camouflage, neben eigenen Konzerten und Festivalauftritten, und den weiteren Veröffentlichungen Resigned EP im Jahr 2009 und dem Album Frontiers 2011.
Das dritte Studioalbum Reasons To Kill aus dem Jahr 2013 erreichte die deutschen Albumcharts. Die folgenden Alben schlossen an diesen Erfolg an. Die erste eigene Tournee zur Promotion des Albums war geprägt von einem Besetzungswechsel der Live-Besetzung. Mit André Feller ist ein früheres Mitglied von Dreadful Shadows Teil der Live-Besetzung von Solar Fake.
Mit dem vierten Album Another Manic Episode aus dem Jahr 2015 wechselte Solar Fake zum Berliner Label Out Of Line. Neben erneuter Chartplatzierung, wurden erstmals ein limitiertes Format als „Fanbox“ sowie Langspielplatten veröffentlicht. Teil der „Fanbox“ war ein Album mit Akustik-Einspielungen. Bei nachkommenden Veröffentlichungen setzte Solar Fake die zusätzliche Veröffentlichung in diesem Format fort. Es folgten eine Tournee sowie internationale Auftritte. Darunter die Teilnahme bei „Gothic Meets Klassik“ im Leipziger Gewandhaus und eine USA-Tournee mit Aesthetic Perfection im Jahr 2017. Ebenfalls 2017 bestritt die Band eine Deutschland-Tournee mit Akustikversionen. In diesem Zuge erschien im gleichen Jahr das Live-Album Sedated Live Acoustic, aufgezeichnet beim Konzert in Hamburg. Zum Ende des Jahres 2017 komplettierte Jens Halbauer die seitdem unveränderte Live-Besetzung.
2018 erschien das fünfte Studioalbum You Win. Who cares?. Das Album erreichte den 20. Platz der Albumcharts und gefolgt wurde von einer Reihe Auftritte begleitet. SPV veröffentlichte 2019 die 3 ersten Alben in einem 3-CD-Digipak unter dem Namen One2Three. Enthalten sind neben den Original-Alben auch jeweils Live-Aufnahmen. Als Dokument der internationalen Auftritte seit dem Jahr 2018 erschien das Live-Doppelalbum Who cares, it’s live! 2020 mit einem 25. Platz in den deutschen Albumcharts. Den bisher größten Charterfolg erreichte das 2021 veröffentlichte Album Enjoy Dystopia” mit einem vierten Platz. Aufgrund der andauernden COVID-19-Pandemie musste die Tour zum Album auf das Jahr 2022 verschoben werden. Am 24. Mai 2024 wird das Album Don't push this button! veröffentlicht. Nach der Trennung von dem bisherigen Label erfolgt die Veröffentlichung auf dem neu gegründeten Label „Pointless Music“ von Sven Friedrich.

## Produktion, Gestaltung
Sven Friedrich ist alleiniger Songschreiber von Solar Fake und produziert sämtliche Alben in seinem Rosa Falke Tonstudio. Der Multiinstrumentalist spielt auch sämtliche Instrumente auf den Studioalben selbst.
Für die Musikproduktion zeichnet Sven Friedrich komplett selbst verantwortlich, ebenso wie für sämtliche Kompositionen, Texte, Arrangements und Aufnahmen. Das Artwork zum Album Frontiers entstand in enger Zusammenarbeit mit dem Berliner Künstler Christian Ruhm, für die Gestaltung ab Reasons to Kill wurde mit der Designerin JK zusammengearbeitet. Seit Frontiers werden auf den Seiten des Booklets neben den üblichen Danksagungen auch Dinge aufgezählt, die zur Fertigstellung des Albums nötig waren.

## Podcast
Seit Beginn der Corona-Pandemie im April 2020 betreiben die 3 Musiker von Solar Fake den Podcast Solar Fake: We talk. Who cares?. Der Titel ist eine Anspielung an den Albumtitel des Albums aus dem Jahr 2018. Es ist ein komplett improvisierter Podcast ohne festgelegte Texte. Fans können Fragen via Mail an die Band stellen, die dann im Podcast beantwortet werden. Die Musiker berichten von allerlei privaten Erlebnissen und auch von Konzerten. Zu den festen Rubriken gehört „Ohrenbluten“, indem u. a. aktuelle Chartplatzierungen besprochen werden. Die Rubrik „Augenbluten“, in der Filme besprochen werden, wird nur sporadisch erwähnt. Es gibt Schnellraterunden, die von Hörern erstellt werden, und gelegentlich werden Gäste aus der Schwarzen Szene zum Gespräch eingeladen.

## Diskografie

### Alben
- 2008: Broken Grid (Synthetic Symphony)
- 2011: Frontiers (Synthetic Symphony)
- 2013: Reasons to Kill (Synthetic Symphony)
- 2015: Another Manic Episode (Out of Line)
- 2017: Sedated (Live • Acoustic)
- 2018: You Win. Who Cares? (Out of Line)
- 2021: Enjoy Dystopia
- 2024: Don’t Push This Button! (Pointless Music)

### EPs
- 2009: Resigned EP

### Singles
- 2015: All the Things You Say
- 2020: This Pretty Live

### Musikvideos
- 2011: More Than This
- 2013: The Pages
- 2015: All the Things You Say
- 2016: I Don’t Want You in Here (Fortsetzung zu All the Things You Say)
- 2016: Under Control
- 2017: Sedated (Live • Acoustic)
- 2018: Sick of you (Official Lyric Video)
- 2018: The Pain That Kills You Too (Official Lyric Video)
- 2019: Anything You Want
- 2020: This Pretty Life
- 2021: It’s Who You Are
- 2024: Don’t Push This Button!

### Remixe
- 2010: Wumpscut – Loyal to My Hate (Solar Fake Remix), erschienen auf dessen Album Siamese.
- 2012: moonrise – Betallion (Solar Fake Remix), erschienen auf deren Album Ten Flowers for the Shade.
- 2014: Desireless & Antoine Aureche – Abhaya (Solar Fake Remix), erschienen auf deren Album Un seul People.
- 2015: Wumpscut – Kamerad Kaputt (Solar Fake Remix), erschienen auf dessen Album BlutSpukerTavern.
- 2015: Aesthetic Perfection – Never Enough (Solar Fake Remix), erschienen auf deren gleichnamiger Single.
- 2016: Ost+Front – Suizid (Solar Fake Version), erschienen auf deren Album Ultra.
- 2016: Rotersand – Torn Realities (Solar Fake Remix), erschienen auf deren gleichnamiger EP.
- 2016: SITD – Autoaggression (Solar Fake Remix), erschienen auf deren EP Brother Death.
- 2016: Ten After Dawn – Visions (Solar Fake Remix), erschienen auf deren gleichnamiger Single.
- 2017: Grendel – Flux (Solar Fake Remix), erschienen auf deren Album Age of the Disposable Body.
- 2018: In Strict Confidence – Thorn to the World (Solar Fake Remix), erschienen auf deren Album Hate2Love.
- 2018: In Strict Confidence – Mercy (Solar Fake Remix), erschienen auf deren Album Hate2Love.
- 2018: Coldkill & Kant Kino – Silent Morning (Solar Fake Remix), erschienen auf deren gleichnamiger Single.
- 2019: Patenbrigade Wolff – Follow Me (Solar Fake Remix), erschienen auf deren gleichnamiger Single.
- 2019: Solitary Experiments – Every Time (Piano Version by Sven Friedrich), erschienen auf deren Compilation-Album The 25th Anniversary Compilation.
- 2019: Lord of the Lost – Raining Stars (Solar Fake Remix), erschienen auf deren Compilation-Album Till Death us do Part.
- 2019: Massive Ego – Digitial Heroin (Solar Fake Remix), erschienen auf deren Album Church for the Malfunctioned.
- 2019: Combichrist – Understand (Solar Fake Remix), erschienen auf deren Album One Fire.
- 2019: Iris – Take the Pain (Solar Fake Mix), erschienen auf deren Album Six.
- 2020: Ost+Front – Schwarzer Helmut (Solar Fake Remix), erschienen auf deren Album Dein Helfer in der Not.
- 2020: Die Kreatur – Kälter als der Tod (Solar Fake Remix), erschienen auf deren Album Panoptikum.
- 2022: BlakLight – Waiting (Solar Fake Remix), erschienen auf deren gleichnamiger Single.